# Geophis brachycephalus
Geophis brachycephalus är en ormart som beskrevs av Cope 1871. Geophis brachycephalus ingår i släktet Geophis och familjen snokar. Inga underarter finns listade i Catalogue of Life.
Arten förekommer med flera från varandra skilda populationer i Costa Rica och Panama. Den lever i låglandet och i bergstrakter upp till 2100 meter över havet. Individerna hittas vanligen på betesmarker där de gömmer sig i lövskiktet, under stenar eller bakom annan bråte. De lever även i resterna av de ursprungliga fuktiga skogarna. Honan lägger cirka fyra ägg per tillfälle.
Hänvisningen till Colombia som förekommer i ett av de engelska trivialnamnen för arten syftar på Geophis nigroalbus som tidigare infogades som synonym i Geophis brachycephalus.
Antagligen påverkas beståndet negativt när landskapet brukas allt för intensivt. Allmänt har Geophis brachycephalus bra anpassningsförmåga. Hela populationen anses vara stabil. IUCN kategoriserar arten globalt som livskraftig.